# Пуя Ідані
Пуя Ідані (перс. پویا ایدنی, нар. 22 вересня 1995) — іранський шахіст, гросмейстер, член національної збірної Ірану .
2014 року став десятим шахістом Ірану, якому ФІДЕ присудила звання гросмейстера.